# David von Lausanne
David († 850) war von 827 bis 850 Bischof von Lausanne. 

## Leben
David wurde 827 zum Bischof von Lausanne gewählt. Wie alle Bischöfe der Karolingerzeit stand er im Dienste seines Herrschers, Lothar I. Er nahm 829 am Konzil von Mainz und 840 am Konzil von Ingelheim teil. 848 unterstützte er Lothar bei der Befestigung Roms und nahm im gleichen Jahr an einem Feldzug gegen Benevent teil. Laut seiner Grabinschrift fiel er im Kampf gegen einen seiner Vasallen, den Herrn von Tegerfelden.